# Fair Trade Services
Fair Trade Services é uma gravadora americana fundado em Brentwood (Tennessee), especializada em música cristã contemporânea. 

## História
O selo foi fundado em 1999 como INO Records, uma divisão da M2 Communications.Integrity Media adquiriu o selo em 2002. Em 2011, o selo foi vendido para David C. Cook, que o rebatizou de Fair Trade Services.

## Artistas atuais
| - 33Miles - Addison Road - Derek Webb - The Afters - Building 429 - Caedmon's Call - Decyfer Down - Disciple - Echoing Angels | - Mike Farris - Flyleaf - Sara Groves - Mark Harris - MercyMe - Bart Millard | - Sandi Patty - Phillips, Craig & Dean - P.O.D. - Chris Rice - Phil Wickham - Darlene Zschech - VOTA |

## Antigos artistas
- 4Him
- The Rock N Roll Worship Circus
- SONICFLOOd
- Ten Shekel Shirt (atualmente na Rounder Records)
- CeCe Winans (atualmente na PureSprings Gospel)